# Herbert Weingartner
Herbert Weingartner (* 15. Januar 1954 in Kirchdorf an der Krems) ist ein österreichischer Geograph und Professor im Ruhestand der Paris-Lodron-Universität Salzburg.

## Leben
Herbert Weingartner studierte nach Ablegung der Reifeprüfung am Bischöflich-musisch-pädagogischen Realgymnasium in Linz im Jahr 1973 und einem Studienaufenthalt 1973/74 in Kanada ab dem Jahr 1974 Geographie und Anglistik an der Universität Salzburg. Noch vor der Promotion wurde er Studienassistent am Institut für Geographie der Universität Salzburg an der Lehrkanzel von Helmut Riedl. Seine Dissertation bildete einen wichtigen Bestandteil des Teilprojektes „Samer Alm“, das unter der Leitung von Riedl zwischen 1973 und 1980 im Rahmen des internationalen „Man and Biosphere“-Programms durchgeführt wurde. Die Dissertation wurde im Jahr 1981 abgeschlossen und Herbert Weingartner promovierte in diesem Jahr zum Doktor der Philosophie nach der auslaufenden Philosophischen Rigorosenordnung. Die Veröffentlichung der Dissertation erfolgte in der Schriftenreihe „Arbeiten aus dem Geographischen Institut der Universität Salzburg“ mit dem Titel „Geomorphologische Studien im Tennengebirge“.
1981 wurde er Universitätsassistent am Institut für Geographie und wurde als Nachfolger von Heinz Slupetzky mit der Lehre im Bereich Klimatologie und Klimageographie beauftragt. 1982 beauftragte ihn Riedl mit der Betreuung der Klimastationen im Bereich der Alpinen Forschungsstation Sameralm an der Südflanke des Tennengebirges sowie mit der Wartung der Forschungsstation beauftragt. Dies erforderte in den 1980er Jahren noch einen vierzehntäglichen Messstreifenwechsel bei den bis auf 2000 Meter aufgestellten Messstationen. Dies war damals im Winter bei der oft herrschenden Lawinengefahr auch eine persönliche Herausforderung.
Weingartner begleitete den im Jahr 1980 nach Salzburg auf die Lehrkanzel Geographie I berufenen Helmut Heuberger bei einer Expedition nach Nepal ins Mount-Everest-Gebiet. Heuberger war nämlich im Jahr 1954 begleitender Wissenschaftler an der erfolgreichen österreichischen Cho-Oye-Expedition unter der Leitung von Herbert Tichy und wollte nach mehreren Jahrzehnten Vergleichsstudien durchführen. Heuberger erlitt auf großer Höhe einen Schlaganfall, den er wohl nicht überlebt hätte, wenn Herbert Weingartner ihn nicht auf dem Rücken bis ins Basislager getragen hätte, von wo aus er in ein Krankenhaus transportiert werden konnte.
Weingartner habilitierte sich 1995 mit einer geomorphologischen Arbeit über die nordägäische Insel Thasos für das Gesamtgebiet der Geographie und war anschließend als Gastprofessor für die Sommerschule des Erasmus-Programms für Strukturgeologie und Neotektonik an der Aristoteles-Universität in Thessaloniki. Im Jahr 1998 wurde er zum außerordentlichen Universitätsprofessor ernannt und von Helmut Riedl mit der Leitung der Alpinen Forschungsstation Sameralm in der Gemeinde Werfenweng beauftragt. Mit seiner Diplomandin und Mitarbeiterin Heidemarie Nagl legte er im Jahr 2000 einen Almlehrpfad an und begründete nach Veröffentlichung des Führers zum Lehrpfad eine neue Schriftenreihe mit der Bezeichnung „Landschaft und Nachhaltige Entwicklung“ am nunmehrigen Fachbereich Geographie, Geologie und Mineralogie. In dieser Schriftenreihe wurden zum Beispiel die Ergebnisse aus dem grenzüberschreitenden INTERREG-Projekt „Almregion Bayrisch-Salzburger Kalkalpen“ veröffentlicht.
Weingartner führte nach der Emeritierung von Helmut Riedls den Griechenland-Schwerpunkt des Fachbereichs fort und wurde im Jahr 2018 in den Ruhestand versetzt. Er ist weiterhin als Projektmitarbeiter in der Arbeitsgruppe „Stadt- und Landschaftsökologie“ am Fachbereich „Umwelt und Biodiversität“ aktiv. Bei einer Veranstaltung der Innovation Salzburg GmbH im Lungau im Juni 2023 referierte er über Salzburgs Almen zwischen Tradition und Innovation.

## Mitgliedschaften
- Österreichische Geographische Gesellschaft (ÖGG)

## Schriften (Auswahl)
Monografien
- Geomorphologische Studien im Tennengebirge (= Arbeiten aus dem Geographischen Institut der Universität Salzburg. Band 9). Selbstverlag des Instituts für Geographie der Universität Salzburg, Salzburg 1983.
- Die Insel Thasos. Eine physisch-geographische Synthese (= Salzburger Geographische Arbeiten. Band 24). Selbstverlag Institut für Geographie der Universität Salzburg, Salzburg 1994, ISBN 3-85283-002-8 (Habilitationsschrift an der Naturwissenschaftlichen Fakultät der Universität Salzburg).
- (gem. mit Nagel, Heidemarie): Almlehrpfad Werfenweng. Ein Begleiter durch die Almlandschaft von Werfenweng. Verein Alm-Lehr-Pfad Werfenweng, Werfenweng 2000.

Buchbeiträge
- Almwirtschaft und aktuelle Morphodynamik. Ein Beispiel aus dem Karst des Tennengebirges. In: Riedl, Helmut (Hrsg.): Beiträge zur Landschaftsökologie der Salzburger Kalkalpen, mit besonderer Berücksichtigung der sozioökonomischen Prozeßsteuerung (= Veröffentl. des österr. MaB-Programmes. Band 12). Selbstverlag der Österreichischen Akademie der Wissenschaften, Innsbruck 1987, S. 87–106.
- Das Dachsteingebirge. Ein Ökosystem in Gefahr. In: O. Ö. Landesmuseum (Hrsg.): Die Traun - Fluß ohne Wiederkehr. Katalog zur Ausstellung im O.Ö. Landesmuseum Francisco-Carolinum vom 15.9.1992 bis 14.3.1993 (= Kataloge des O.Ö. Landesmuseums. N.F. Nr. 54). Selbstverlag O.Ö. Landesmuseum, Linz 1992, S. 39–45.
- Das Weißpriachtal. Einige Erkenntnisse zur spätglazialen, holozänen und rezenten Morphodynamik. In: Petermüller-Strobl, M.; Stötter, J. (Hrsg.): Der Geograph im Hochgebirge. Beiträge zu Theorie und Praxis geographischer Forschung. Festschrift für Helmut Heuberger zum 70. Geburtstag (= Innsbrucker Geographische Studien. Band 20). Selbstverlag Institut für Geographie, Innsbruck 1993, S. 117–123.
- Wasserknappheit im Mittelmeerraum. Können Qanate zu einer nachhaltigen Wasserversorgung beitragen? Ein Beispiel aus Ostmazedonien (Griechenland). In: Blumenstein, O.; Krüger, W.; Schachtzabel, H. (Hrsg.): Arbeiten der AG Landschaft und Nachhaltige Entwicklung der Universität Salzburg (= Stoffdynamik in Geosystemen. Band 14). Selbstverlag Arbeitsgruppe Stoffdynamik in Geosystemen, Potsdam 2008, S. 49–66.

Artikel in Zeitschriften
- (gem mit Heuberger, Helmut): Die Ausdehnung der letzteiszeitlichen Vergletscherung an der Mount-Everest-Südflanke, Nepal. In: Mitteilungen der Österreichischen Geographischen Gesellschaft. Band 127, 1985, S. 71–80.
- (gem. mit Strobl, Josef): Zur Quantifizierung und statistischen Verteilung von Paläoreliefresten am Beispiel des Tennengebirges (Salzburg). In: Mitteilungen der Geographischen Gesellschaft in München. Band 72, 1987, S. 171–182.
- Die Insel Thasos – Landschaft und touristische Nutzung. In: Geographische Rundschau. H 7-8, 2004, S. 30 – 35.
- (gem. mit Hejl, E.; J. de Grave, J. de; Riedl, H.; Haute, P. van den): Fission-track thermochronology of the Middle Aegean Island Bridge – implications for Neogene geomorphology and palaeogeography. In: Zeitschrift der deutschen Gesellschaft für Geowissenschaften. Band 159, H. 3, 2008, S. 495 – 512.